# بيل ولز
بيل ولز (بالإنجليزية: Bill Wells)‏ هو لاعب كرة قدم أسترالية أسترالي، ولد في 8 نوفمبر 1920 في برونزويك ‏ في أستراليا، وتوفي في 16 مارس 2013.

## وصلات خارجية
- بيل ولز على موقع AustralianFootball.com (الإنجليزية)
- بيل ولز على موقع AFLtables.com (الإنجليزية)